# 数字信号处理器入门套件
数字信号处理器入门套件（英語：DSP Starter Kit, DSK），有时也被称作数字信号处理器评估模块（英語：DSP Evaluation Module）、数字信号处理器评估板（英語：DSP Evaluation Board），是一种集成了数字信号处理器的电路板，通常会提供一些外围电路、仿真电路，可以用来进行实验、教学、评估和开发。产品供应商除了提供硬件电路，一般都会提供一个被称为集成开发环境的软件，用户可以利用它来开发所需要的应用。德州仪器是提供入门套件的供应商之一。
通过使用套件，用户可以在计算机上利用常用的语言（如C语言或汇编语言）来开发目标软件，并通过诸如JTAG的方式进行仿真、代码烧写等过程。集成开发环境通常还能够提供程序调试、数据监控、错误诊断方面的功能，方便用户处理各种应用问题。